# فرج الله الحلو
فرج الله الحلو (1906-1959)، قائد شيوعي عربي بارز قتل على يدي جلاديه وذوبوا جسده بالاسيد. لبناني الجنسية كان قائد بارز في الحزب الشيوعي اللبناني السوري، وما زال رمز للشيوعيين السوريين، واللبنانيين حتى بعد انفصال الحزب الشيوعي اللبناني عن الحزب الشيوعي السوري.
من المعروف على إثر الوحدة بين سورية ومصر رفض الحزب الشيوعي حل نفسه، وقدم ما يسمى وثيقة المبادرات العشرة والتي رفضت، وفي مهمة سرية كان فيها بدمشق قام أحد المخبرين بتبليغ السلطات عنه فتم القبض عليه ووضع تحت التعذيب لكي يعترف بأسماء القيادات الموجودة ومات تحت التعذيب قبل أن يحصلوا منه على أي من المعلومات ومن ثم ذوب جسده بالاسيد.
بعد استشهاده، كتبت له الاغاني، والأناشيد، وأشهرها قصيدة تصور معاناته كتبها الشاعر المسرحي المصري نجيب سرور.
كما عرض عام 1971 مسرحية تحكي نضالاته للكاتب المسرحي عصام محفوظ بعنوان «لماذا رفض سرحان سرحان ما قاله الزعيم عن فرج الله الحلو في ستيريو 71».
كما شُيّد له تمثال في لبنان لإحياء ذكراه والتمثال من أعمال الفنان الروسي ليف ألكسندروف.